# Гарт, Дженни
Дже́ннифер «Дже́нни» Ив Гарт (англ. Jennifer «Jennie» Eve Garth; род. 3 апреля 1972, Эрбана, Иллинойс) — американская телевизионная актриса и режиссёр. Наиболее известна ролями Келли Тейлор в телесериале «Беверли-Хиллз, 90210» и Валери Тайлер в комедии «За что тебя люблю». В данный момент снимается в своём собственном реалити-шоу «Дженни Гарт: Жизнь за городом» на канале CMT.

## Биография
Дженни Гарт родилась 3 апреля 1972 года в Эрбане, штат Иллинойс. Оба её родителя — отец Джон и мать Кэролайн Гарт — работали в школе. Росла на ранчо площадью 25 акров (около 10 гектаров) в Арколе, Иллинойс со старшими сводными братьями и сёстрами, детьми от предыдущих браков своих родителей: Джонни, Чаком, Лизой, Кэмми, Уэнди и Линн. Вскоре её семья переехала в Тасколу, а затем, когда Гарт было 13 лет, в Глендейл, Аризона. 
Дженни занималась танцами, осваивала профессию модели и актёрское ремесло, и в 15 лет получила награду на конкурсе талантов, где её заметил Ренди Джеймс — агент из Голливуда. 
Девушка училась в средней школе Гринвея (Greenway High School), а на выпускной год перевелась в Аполло Хай. Желая посвятить себя карьере актрисы, Дженни бросила школу и уехала в Лос-Анджелес, чтобы работать с Джеймсом — позже она закончила школьное образование в Калифорнии.

## Карьера
Гарт записалась на курсы актёрского мастерства и постоянно ходила на пробы, благодаря чему в итоге получила своё первые роли — Дениз в шоу «Проблемы роста» (англ. Growing Pains) и Эрики МакКрей в сериале «Новая жизнь» (англ. ABrand New Life) канала NBC, где снялась в шести эпизодах с 1989 по 1990 года.
В 1990 году она получает одну из главных ролей — Келли Тейлор — в сериале «Беверли Хиллз 90210». Первоначально это была маленькая роль, но Келли понравилась зрителям, и Дженни осталась в сериале на все десять лет его съёмок вплоть до закрытия шоу в 2000 году. На протяжении съёмок персонаж прошёл через многие преобразования, встретившись с различного рода проблемами как в личной, так и в социальной жизни. Невероятная работа сценаристов и актрисы над персонажем привели к тому, что Келли стала одной из самых популярных героинь сериала, а сама актриса выиграла премию «Молодой актёр» и получила номинацию на премию «Выбор молодёжи» за исполнение роли Келли. Кроме того, актриса появилась в этой роли в нескольких спин-оффах — «Мелроуз-Плейс» и «90210: Новое поколение», тем самым появившись в наибольшем количестве сериалов франшизы. Кроме того, Дженни стала первой актрисой, срежиссировавшей эпизоды шоу.
Успех в сериале открыл актрисе дорогу к главным ролям в нескольких телевизионных фильмах, включая «Звезду» (1993), «Без согласия» (1994), «Обманчивое сердце: История Лори Келлогг» (1994), «Разбейся для меня» (1994) и «Незаконченный роман» (1996). Кроме того, она снялась в нескольких полнометражных фильмах: «На волне смерти» (1996), «Война моего брата» (1997) и «Рассказывая тебе» (1998).

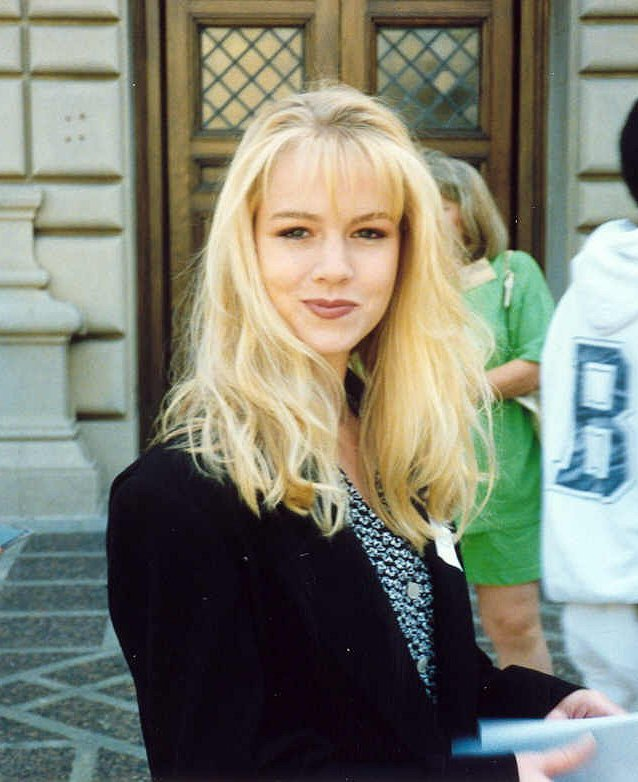
Дженни в августе 1992 года

Журнал FHM поставил актрису на 59-е место в списке «100 самых сексуальных женщин 2000 года» и на 92-е в списке «100 самых сексуальных женщин 2001 года».
В 2002 году актриса сыграла главную роль Валери Тайлер в четырёх сезонах ситкома «За что тебя люблю» вместе с Амандой Байнс. Сериал рассказывает о взаимоотношениях сестёр Тайлер, об их дружеских и романтических отношениях с другими персонажами. 
В 2003 Дженни играла главную роль в телевизионных фильмах «Последний ковбой» и «Тайный Санта». В 2004 года она и актёрский состав «Тайного Санты» выиграли премию CAMIE Award.
В 2005 году актриса озвучила Келли Тейлор и нескольких других персонажей в мультипликационной комедии «Стьюи Гриффин: Нерассказанная история» — также в работе над фильмом принимали участие Сет МакФарлен, Алекс Борштейн, Мила Кунис и Дрю Бэрримор. В 2007 году сыграла в драматическом фильме «Девушка со статусом «Положительная»», где сыграла учительницу, скрывавшую свой положительный ВИЧ-статус. Она и её коллега Андреа Боуэн (известная по роли Джули Мейер в сериале «Отчаянные домохозяйки») выиграли премию Prism Award за исполнение ролей.
В 2007 актриса приняла участие в пятом сезоне шоу «Танцы со звёздами», где её партнёром стал Дерек Хью. Пара достигла полуфинала и выбыла из игры.
В сентябре 2008 года актриса вновь вернулась к роли Келли в спин-оффе «90210: Новое поколение» канала The CW. В новом шоу Келли стала школьным психологом, а одна из главных героинь — её подросшая сестра Эйрин Сильвер. Келли воспитывает сына, которого родила от Дилана МакКея. Сценаристы организовали мини-воссоединение Дженни сначала с Шеннен Доэрти, а затем и с Тори Спеллинг. Гарт также появилась и во втором сезоне шоу.
21 ноября 2008 года актриса приняла участие в шоу «Кто умнее пятиклассника?» и выиграла 100 тысяч долларов, которые пожертвовала в благотворительный фонд «American Heart Association» (представителем которого является Дженни) для их кампании «Go Red For Women». 
В 2009 году актриса сыграла роль Наташи в веб-сериале Кэндес Бушнелл «Совет директоров», премьера которого состоялась в сентябре.
В январе 2010 Гарт сыграла в веб-сериале «Вечеринка в саду» NBC Universal. Шоу выходило на iVillage и рассказывало о различных овощах и фруктах и о том, как родители могут сделать так, чтобы их дети с удовольствием их ели. Спонсором программы выступили «Hidden Valley Ranch». 
После развода с мужем, актриса приняла участие в собственном реалити-шоу «Дженни Гарт: Жизнь за городом», которое выходило в эфир весной 2012 года.

## Личная жизнь
С 1994 по 1996 год Гарт была замужем за музыкантом Дэниелом Кларком.
С 2001 по 2013 год Гарт была замужем за актёром Питером Фачинелли. У бывших супругов есть три дочери: Лука Белла Фачинелли (род. 30 июня 1997), Лола Рэй Фачинелли (род. 6 декабря 2002) и Фиона Ив Фачинелли (род. 30 сентября 2006).
С 11 июля 2015 года Гарт замужем в третий раз за актёром Дейвом Абрамсом, с которым она встречалась восемь месяцев до их свадьбы. 6 апреля 2018 года Абрамс подал на развод с Гарт после почти трёх лет брака, указав датой расставания 29 августа 2017 года. 8 февраля 2019 года стало известно, что супруги примирились и Абрамс отозвал своё заявление на развод.
В 2002 году Гарт был поставлен диагноз «недостаточность митрального клапана», состояние, которое, как она заявила, требует наблюдения до конца жизни. Она рассказала о диагнозе в 2009 году. «В будущем это может быть что-то более сложное или невозможное», — прокомментировала она. «У людей были замены клапанов и тому подобное… но я готова, это ключ».

## Фильмография

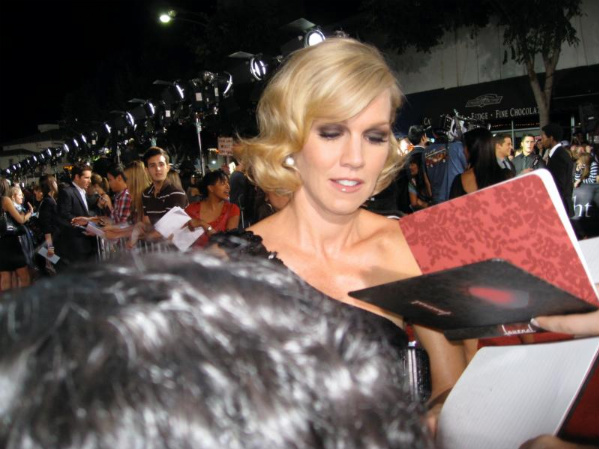
Актриса на премьере фильма «Сумерки» в Лос-Анджелесе в 2008 году

### Кино
| Кино | Кино              | Кино             | Кино              | Кино                 |
| Год  | Название          | В оригинале      | Роль              | Примечания           |
| ---- | ----------------- | ---------------- | ----------------- | -------------------- |
| 1996 | На волне смерти   | Power 98         | Шарон Пенн        | главная женская роль |
| 1997 | Война моего брата | My Brother’s War | Мэри Фейган Бэйли | главная женская роль |
| 1998 | Рассказывая тебе  | Telling You      | Амбер             | эпизодическая роль   |

### Телевидение
| Телевидение | Телевидение                             | Телевидение                                    | Телевидение          | Телевидение                                 |
| Год         | Название                                | В оригинале                                    | Роль                 | Примечания                                  |
| ----------- | --------------------------------------- | ---------------------------------------------- | -------------------- | ------------------------------------------- |
| 1989        | Проблемы роста                          | Growing Pains                                  | Дениз                | эпизод «Ben and Mike’s Excellent Adventure» |
| 1989-1990   | Новая жизнь                             | A Brand New Life                               | Эрика МакКрей        | 6 эпизодов                                  |
| 1990        | Возвращение ангела-подростка            | Teen Angel Returns                             | Кэрри Донато         |                                             |
| 1990        | Просто совершенство                     | Just Perfect                                   |                      | телевизионный фильм                         |
| 1990-2000   | Беверли-Хиллз, 90210                    | Beverly Hills, 90210                           | Келли Тейлор         | 292 эпизода                                 |
| 1992        | Мелроуз-Плейс                           | Melrose Place                                  | Келли Тейлор         | 3 эпизода                                   |
| 1993        | Звезда                                  | Star                                           | Кристалл Вайатт      | телевизионный фильм                         |
| 1994        | Обманчивое сердце: История Лори Келлогг | Lies Of The Heart: The Story Of Laurie Kellogg | Лори Келлогг         | телевизионный фильм                         |
| 1994        | Без согласия                            | Without Consent                                | Лора Миллс           | телевизионный фильм                         |
| 1995        | Разбейся для меня                       | Falling For You                                | Мег Крейн            | телевизионный фильм                         |
| 1995        | Шоу Ларри Сандерса                      | The Larry Sanders Show                         | Играет саму себя     | эпизод «Larry’s Sitcom»                     |
| 1995        | Мыши-рокеры с Марса                     | Biker Mice from Mars                           | Энджел Ревсон        | эпизод «Hit the Road, Jack», озвучивание    |
| 1996        | Незаконченный роман                     | An Unfinished Affair                           | Шейла Харт           | телевизионный фильм                         |
| 1996        | Потеря невинности                       | A Loss Of Innocence                            | Челничия «Чел» Боуэн | телевизионный фильм                         |
| 2000-2001   | Улица                                   | The $treet                                     | Джиллиан Шерман      | 8 эпизодов                                  |
| 2001        | Наблюдая за работой детективов          | Watching The Detectives                        |                      | телевизионный фильм                         |
| 2002-2006   | За что тебя люблю                       | What I Like About You                          | Валери Тайлер        | 86 эпизодов                                 |
| 2003        | Последний ковбой                        | The Last Cowboy                                | Жаклин Купер         | телевизионный фильм                         |
| 2003        | Тайный Санта                            | Secret Santa                                   | Ребекка Чендлер      | телевизионный фильм                         |
| 2005        | Стьюи Гриффин: Нерассказанная история   | Stewie Griffin: The Untold Story               | Келли Тейлор         | сразу на видео, озвучивание                 |
| 2006        | Американский папаша!                    | American Dad!                                  | Труди                | эпизод «Roger n' Me»                        |
| 2007        | Девушка со статусом «Положительная»     | Girl, Positive                                 | Сара Беннетт         | телевизионный фильм                         |
| 2008-2010   | 90210: Новое поколение                  | 90210                                          | Келли Тейлор         | 20 эпизодов                                 |
| 2011        | Неожиданная любовь                      | Accidentally In Love                           | Энни Бенчли          | телевизионный фильм                         |
| 2011        | Рождественская свадьба                  | A Christmas Wedding Tail                       | Сьюзан               | телевизионный фильм                         |
| 2012        | Деревенские                             | Village People                                 | Алекса Ландон        | пилотный эпизод                             |
| 2012        | Дженни Гарт: Жизнь за городом           | Jennie Garth: A Little Bit Country             | Играет саму себя     | реалити-шоу                                 |
| 2012        | Одиннадцатая жертва                     | The Eleventh Victim                            | Хэйли Дин            | телевизионный фильм                         |
| 2013        | Сообщество                              | Community                                      | Энси                 | эпизод «Conventions Of Space & Time»        |
| 2013        | Праздничные хлопоты                     | Holidaze                                       | Мэлоди               | телевизионный фильм                         |
| 2014        | Таинственные девушки                    | Mystery Girls                                  | Чарли Контур         | 10 эпизодов                                 |

## Награды
| Год  | Премия                                       | Номинация                                             | Роль                                  | Результат    |
| ---- | -------------------------------------------- | ----------------------------------------------------- | ------------------------------------- | ------------ |
| 1991 | Young Artist Awards                          | «Лучшая актриса второго плана»                        | «Беверли-Хиллз, 90210»                | Номинация[A] |
| 1992 | Young Artist Awards                          | «Лучшая молодая актриса на телевидении»               | «Беверли-Хиллз, 90210»                | Победа       |
| 1999 | Teen Choice Awards                           | «Лучшая актриса на телевидении»                       | «Беверли-Хиллз, 90210»                | Номинация[B] |
| 2005 | Character & Morality In Entertainment Awards | «Лучший актёрский ансамбль»                           | «Тайный Санта»                        | Победа       |
| 2008 | Prism Awards                                 | «Выдающаяся игра в телевизионном фильме/мини-сериале» | «Девушка со статусом «Положительная»» | Победа       |

Примечания:
- A ↑  Выиграла Андреа Барбер за роль Кимми Гибблер в сериале Полный дом.
- B ↑  Выиграла Сара Мишель Геллар за роль Баффи Саммерс в сериале Баффи — истребительница вампиров.